# Unde este Anne Frank?
Unde este Anne Frank? (în engleză Where Is Anne Frank) este un film de animație realist magic din 2021, regizat de cineastul israelian Ari Folman după Jurnalul Annei Frank. Filmul o urmărește pe Kitty, prietena imaginară a Annei Frank, căreia i-a adresat jurnalul, în Amsterdamul contemporan. Căutând să afle ce s-a întâmplat cu creatoarea ei, Kitty interacționează cu imigranții fără acte și atrage atenția mondială asupra dramei lor.
Unde este Anne Frank? a fost prezentat în afara competiției la Festivalul Internațional de Film de la Cannes din 2021, în ziua de 9 iulie 2021. A fost lansat în Franța pe 8 decembrie 2021 de către Le Pacte, pe 15 decembrie 2021 în Belgia de către Cinéart, pe 16 martie 2022 în Luxemburg și pe 30 martie 2022 în Țările de Jos.

## Rezumat
„De acum într-un an” la Amsterdam, carcasa de sticlă ce protejează primul volum al Jurnalului Annei Frank din Casa Anne Frank se sparge. Pe măsură ce cerneala unui stilou picură pe pagini, cuvintele se ridică în aer și se materializează în Kitty, o adolescentă cu păr roșcat îmbrăcată în hainele din anii 1940 și prietena imaginară a Annei din perioada scrierii jurnalului. Derutată de absența Annei și a familiei ei, Kitty descoperă că este invizibilă și intangibilă pentru oameni atât timp ce se află în Casa Anne Frank, observându-i pe turiștii care vizitează muzeul. Flashback-urile cu Anne scriind în jurnal în anii 1940 arată cum Kitty își amintește evenimentele înregistrate ca și cum Anne i-ar fi vorbit în timp ce scria.
După lăsarea întunericului, doi bărbați beți sparg cu pietre geamul dormitorului lui Anne după ce o văd pe Kitty aprinzând o lumină, iar acest gest atrage atenția poliției și o sperie pe Kitty, care fuge cu jurnalul. Neștiind ce s-a întâmplat cu familia Frank și cât timp s-a scurs de la încheierea celui de-al Doilea Război Mondial, Kitty încearcă să depună un raport cu privire la dispariția Annei la o secție de poliție din apropiere. Uimiți, polițiștii o îndrumă către mai multe locuri din Amsterdam, care poartă astăzi numele Annei Frank, apoi încearcă să o aresteze atunci când află că Kitty a furat jurnalul Annei. Kitty scapă de urmărirea poliției, iar mai apoi întâlnește un băiat pe nume Peter, pe care îl văzuse în ziua anterioară furând portofele în Casa Anne Frank, și îl confundă inițial cu iubitul Annei. În timp ce patinează împreună cu el, fata descoperă că odată ce se îndepărtează de jurnal începe să se transforme în urme de cerneală. Peter o duce înapoi în acea dimineață la Casa Anne Frank, după ce Kitty este cât pe ce să moară din cauza despărțirii de jurnalul Annei. Fata își petrece ziua dormind, iar în dimineața următoare Peter vine să o caute și este reținut de polițiști pentru pătrundere clandestină în casa muzeu. Cunoscându-l ca hoț, ei îl interoghează cu privire la Kitty, dar refuză să creadă relatarea lui că fata are un statut magic.
Noaptea, Peter se întoarce la Casa Anne Frank, înțelegând cum funcționează puterile magice ale lui Kitty. Ea iese în întâmpinarea lui, atrăgând atenția poliției și obligându-i pe amândoi să fugă din nou. Kitty schimbă unul dintre ceasurile scumpe ascunse în anexă de Auguste van Daan cu haine moderne și vizitează biblioteca Școlii Montessori nr. 6 „Anne Frank” pentru a se informa cu privire la soarta Annei. După ce a citit mai multe ediții diferite ale jurnalului Annei, Kitty află despre moartea Annei de la o bibliotecară, care îi dă o carte scrisă de Otto Frank, apoi merge să vizioneze piesa de teatru despre Anne Frank. Atunci când îi critică pe actori pentru că au citat-o în mod greșit pe Anne, publicul o recunoaște ca persoana acuzată că a furat jurnalul din emisiunile de știri și se îngrămădește în jurul ei. Kitty reușește să scape și se întâlnește cu Peter, care o duce la un adăpost unde locuiesc imigranți ilegali refugiați. Awa, o fetiță africană, îi explică situația familiei sale și îi arată lui Kitty cum tatăl ei plănuiește să construiască un balon cu aer cald ca să poate scăpa de polițiștii care intenționau să-i deporteze.
Kitty îl ceartă pe Peter pentru că nu i-a explicat că Anne și cea mai mare parte a familiei ei au murit. Hotărâți să meagă pe urmele Annei, Kitty și Peter călătoresc cu trenul la Westerbork, Auschwitz și Bergen-Belsen. Kitty citește memoriile lui Otto Frank și urmărește înregistrările video în care Hanneli Goslar prezintă soarta Annei, devenind tot mai deprimată. Odată ajunsă în fața pietrei memoriale a surorilor Anne și Margot de la Bergen-Belsen, ea se prăbușește plângând înainte ca Peter să o convingă să se întoarcă la Amsterdam împreună cu el. Atunci când se întorc la adăpost, descoperă că guvernul plănuiește să-i deporteze a doua zi pe refugiați înapoi în țara lor de origine. Ca urmare a noilor sale experiențe, Kitty devine motivată să îi ajute pe refugiați, vopsind cu spray balonul cu aer cald al tatălui Awei pentru a dezvălui locul unde se află.
În fața mulțimii adunate a doua zi la adăpostul pentru refugiați, Kitty ține un discurs emoționant, acuzând lumea că o divinizează pe Anne și că interpretează greșit mesajul ei cu privire la salvarea și ajutorarea oamenilor aflați în nevoi. Ea amenință că va arde jurnalul Annei dacă guvernul nu este de acord să-i adăpostească pe refugiați. Văzând-o pe Kitty înfricoșată cu privire la ceea ce i s-ar putea întâmpla, Peter se oferă să o ducă înapoi la Casa Anne Frank pentru a trăi în continuare ca un spirit nemuritor și invizibil. În ciuda fricii de moarte, ea refuză, deoarece s-a îndrăgostit de Peter. După o scurtă deliberare, conducătorii statului și poliția acceptă condițiile puse de Kitty. Fata îi înmânează jurnalul Awei, care îl predă autorităților în timp ce Kitty pleacă împreună cu Peter. După trecerea a trei ore de la despărțirea de jurnalul Annei, Kitty împărtășește un sărut pasional cu Peter înainte de a se dizolva în cerneală și de a se împrăștia în vânt.

## Distribuție
- Emily Carey — Anne Frank
- Ruby Stokes⁠(d) — Kitty
- Sebastian Croft⁠(d) — Peter al Annei
- Ralph Prosser — Peter al lui Kitty
- Michael Maloney⁠(d) — Otto Frank
- Samantha Spiro⁠(d) — Edith Frank
- Skye Bennett — Margot Frank
- Tracy-Ann Oberman⁠(d) — Auguste Van Daan
- Stuart Miligan — Herman Van Daan
- Andrew Woodall⁠(d) — Albert Dussel
- Naomi Mourton — Awa, fetița familiei de refugiați
- Ari Folman — ofițerul de poliție Van Yaris
- Nell Barlow — sergentul de poliție Elsa Platt
- Maya Myers — Sandra, prietena lui Peter

## Producție
Filmul Unde este Anne Frank? a fost o inițiativă a Fondului Anne Frank, dezvoltată în parteneriat cu UNESCO, Conferința privind pretențiile materiale ale evreilor (Jewish Claims Conference), Fundația pentru Memoria Holocaustului (Foundation of the Memory of the Shoah) și diverse alte organizații. Fondul Anne Frank a hotărât să realizeze un prim film de animație care să prezinte povestea Annei Frank într-o versiune actualizată, plasând-o în contextul contemporan al crizei refugiaților în Europa pentru a o face mai ușor de înțeles de publicul modern, și să readucă astfel în atenție istoria Holocaustului, a antisemitismului și a discriminării. Scenaristul și regizorul filmului a fost desemnat cineastul israelian Ari Folman, care fusese nominalizat anterior la două premii BAFTA pentru filmul de animație Vals cu Bashir (2008). Referindu-se la ideea care a stat la baza filmului, la transformarea în personaj principal a lui Kitty, prietena imaginară a Annei Frank, și la modul cum a conceput scenariul, Folman a spus următoarele: „Anne Frank ne-a lăsat multe descrieri despre Kitty: cine este, cum arată, ce fel de personalitate are. Și, desigur, există dialogul ei cu Kitty. Apoi, am mers mai departe și am transformat-o pe Kitty într-un alter ego al Annei. În unele privințe, i-am atribuit o personalitate extrovertită. Este o luptătoare și nu se află sub controlul părinților care îi stabilesc limitele, așa cum era Anne. Prin urmare, ea este liberă să facă tot ce și-a dorit Anne în propria ei imaginație. Așa trebuia să fie Kitty – de ce altfel ar fi inventat-o Anne?”.
Producătorii au plănuit inițial să filmeze filmul în întregime în tehnica stop motion, personajele urmând să fie înlocuite ulterior cu animație tradițională 2D. Cu toate acestea, ei au decis în cele din urmă să folosească animație 2D pentru cea mai mare parte a filmului și să combine personajele animate cu fundaluri statice stop-motion în unele scene. Tehnica folosită era una inovatoare pentru acea vreme și a presupus recrearea părții din spate a Casei Anne Frank (cunoscută ca „Hinterhaus”) ca miniatură, captarea cu camere de filmat a unor imagini reale din acele spații și introducerea ulterioară în aceste fundaluri a figurilor animate, ceea ce, potrivit cineastului, „a insuflat filmului un sentiment vibrant, plin de viață” și a făcut ca povestea să se deruleze într-un mod natural „fără să ceară vreun efort din partea spectatorilor”. În procesul de realizare a filmului au fost folosite 159.000 de desene individuale care au fost create de artiști din 15 țări. Durata filmului este de 99 de minute.

## Lansare
Unde este Anne Frank? a fost distribuit în România de compania Independența Film și a avut premiera în ziua de 20 mai 2022, fiind difuzat atunci cu subtitrare în limba română în 36 de săli de cinema din 23 de orașe ale țării, printre care București, Bacău, Brașov, Cluj-Napoca, Constanța, Craiova, Iași, Ploiești, Sibiu și Timișoara. Publicul țintă al filmului erau copiii cu vârsta mai mare de 9 ani.

## Recepție
Filmul de animație Unde este Anne Frank? a obținut un rating de aprobare de 80% și un rating mediu de 6,90/10 pe site-ul Rotten Tomatoes, pe baza recenziilor a 50 de critici. Consensul critic al site-ului este următorul: „Unde este Anne Frank? abordează o poveste binecunoscută dintr-un unghi nou, în timp ce o plasează cu putere în contextul tragediei îngrozitoare care o înconjoară”. Metacritic a dat filmului un scor mediu ponderat de 56 din 100, pe baza opiniilor a cinci critici, indicând „recenzii mixte sau medii”.
Criticul Peter Bradshaw a scris în ziarul britanic The Guardian că „povestea Annei Frank și a jurnalului ei este repovestită în acest film de animație înflăcărat, emoționant și realizat minunat din punct de vedere vizual”. Sheri Linden de la revista The Hollywood Reporter a spus că filmul „exprimă tristețea nespusă a poveștii cu expresivitate și sensibilitate”. Pete Hammond de la Deadline Hollywood a numit-o „o reinventare completă a poveștii Annei Frank, care ar trebui să creeze un ecou în inimile publicului tânăr căruia îi este adresată”.

## Roman grafic
Pornind de la scenariul acestui film, cineastul Ari Folman și ilustratoarea Lena Guberman au creat un roman grafic cu titlu omonim (Unde este Anne Frank?), care a apărut în mai multe limbi. Versiunea în limba română a romanului a fost publicată la sfârșitul lunii mai 2022 de Editura Humanitas Junior din București și urmărea să omagieze talentul literar al micii diariste și să încurajeze publicul român să citească povestea vieții sale tragice, după 75 de ani de la prima publicare a jurnalului.